# Crna Emanuelle
Crna Emanuelle (tal. Emanuelle nera), poznat i kao Emanuelle u Africi, je talijanski erotski film iz 1975. godine koji se nadovezao na uspjeh francuskog erotskog serijala Emmanuelle.

## Radnja
Laura Gemser započinje popularni serijal Crna Emanuelle u ulozi mlade i slobodoumne novinarke i fotografkinje Mae Jordan, poznate kao Emanuelle, koja odlazi na zadatak u Afriku, gdje postaje gošća problematičnog bračnog para, Ann i Gianni Danieli. Tijekom boravka u Africi, Emanuelle se nađe u brojnim seksualnim avanturama, prije svega s domaćinom Giannijem, ali i njegovom suprugom Ann, zbog čega. kada se situacija zakomplicira, bježi iz Afrike.

## Glavne uloge
- Laura Gemser - Mae Jordan (Emanuelle); mlada fotoreporterka slobodnog duha koja dolazi poslom u Afriku.
- Karin Schubert - Ann Danieli.
- Angelo Infanti - Gianni Danieli.
- Isabelle Marchall - Gloria Clifton.
- Gabriele Tinti - Richard Clifton.

## Zanimljivosti
- Glumica Laura Gemser kreditirana je na posteru filma jednostavno kao Emanuelle.